# Giovanni Battista Zeno
Giovanni Battista Zeno (Venecia, c. 1440 - Padua, 8 de mayo de 1501) fue un eclesiástico italiano, cardenal nepote de Paulo II, legado de Sixto IV y obispo de Vicenza. 

## Biografía
Hijo de Niccolò Zeno y de Elisabetta Barbo, pertenecientes al patriciado de la República de Venecia, su carrera eclesiástica estuvo marcada por el parentesco de su familia y por el nepotismo acostumbrado en la época: su madre era hermana de Pietro Barbo, que fue cardenal nepote del papa Eugenio IV, que a su vez lo había sido de Gregorio XII.

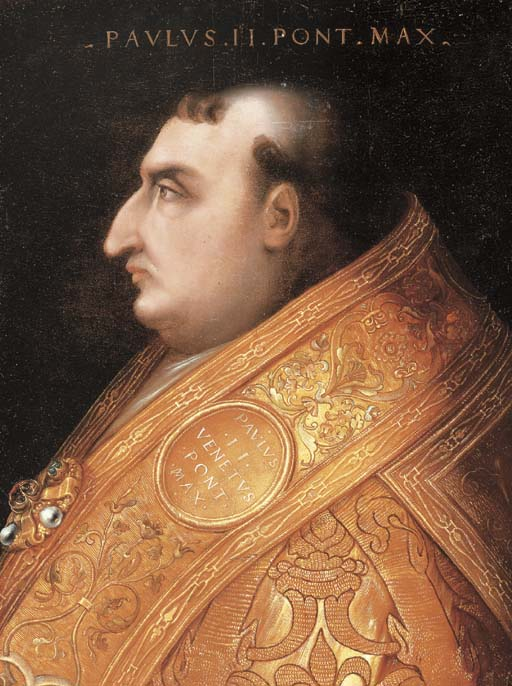
Paulo II.

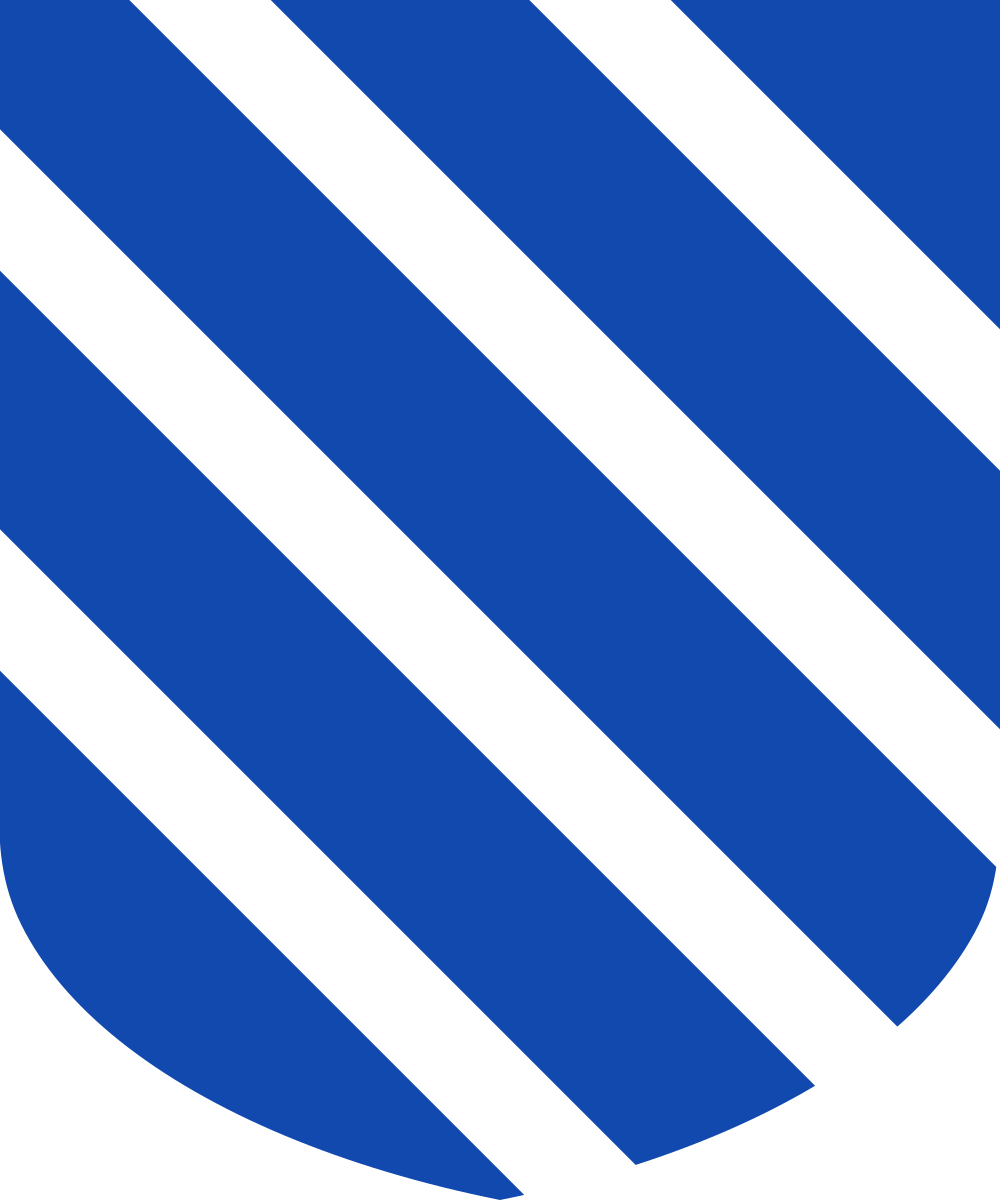
Escudo heráldico de la familia Zeno, bandas de azur y de plata de ocho piezas.

Crecido en Roma bajo la protección de su tío el cardenal, que en 1464 fue elegido papa, en 1467 Zeno fue nombrado protonotario apostólico y en el consistorio del 21 de noviembre de 1468 fue creado cardenal junto a su primo Giovanni Michiel; recibió el título de Santa María en Pórtico de Octavia, que después cambió por el de Santa Anastasia.

### Beneficiado eclesiástico
Durante sus primeros años su tío le mantuvo apartado de puestos de relevancia, probablemente debido a su juventud e inexperiencia, pero le otorgó numerosos beneficios eclesiásticos: prepósito de Santa Maria de Łęczyca en Gniezno, canónigo de Padua y de Toledo, deán de Corone, prepósito de  Stefano en Aquileia, sacristán de Zaragoza por renuncia de Luis de Milá y de Borja, y abad comendatario de varios monasterios en Italia, Francia y España.

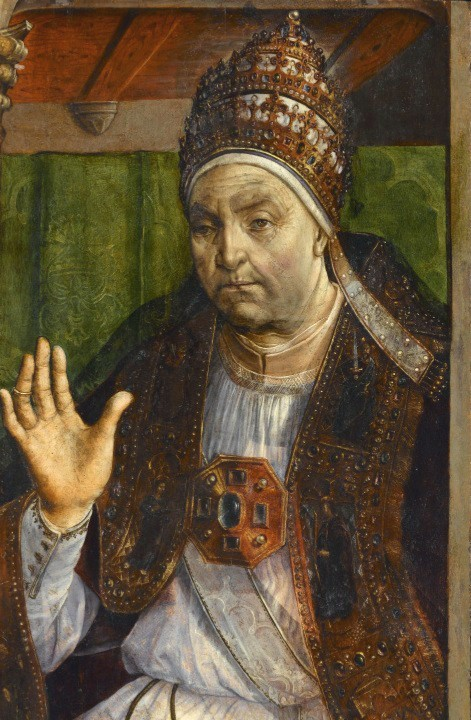
Sixto IV.

Legado pontificio en Perugia en 1469 y arcipreste de la Basílica de San Pedro en 1470, el año siguiente fue nombrado obispo de Vicenza.  Paulo II murió en 1471, y poco después se descubrió una trama de espionaje en el que estaban envueltos Zeno, su madre y varios destacados personajes de la nobleza para informar a la Santa Sede de las decisiones del Senado veneciano; en 1472 el Consejo de los Diez de la República de Venecia le condenó por revelación de secretos de estado, mandó secuestrar sus rentas eclesiásticas en territorio de la república y le impidió el ingreso en su diócesis, hasta que fue indultado en 1476.
Sixto IV le envió como legado a Siena, Florencia, Ferrara y Venecia para tratar con los gobernantes el asunto relativo a la cruzada contra los turcos.  Fue cardenal obispo de Frascati desde 1479 y camarlengo del Colegio Cardenalicio en 1480.

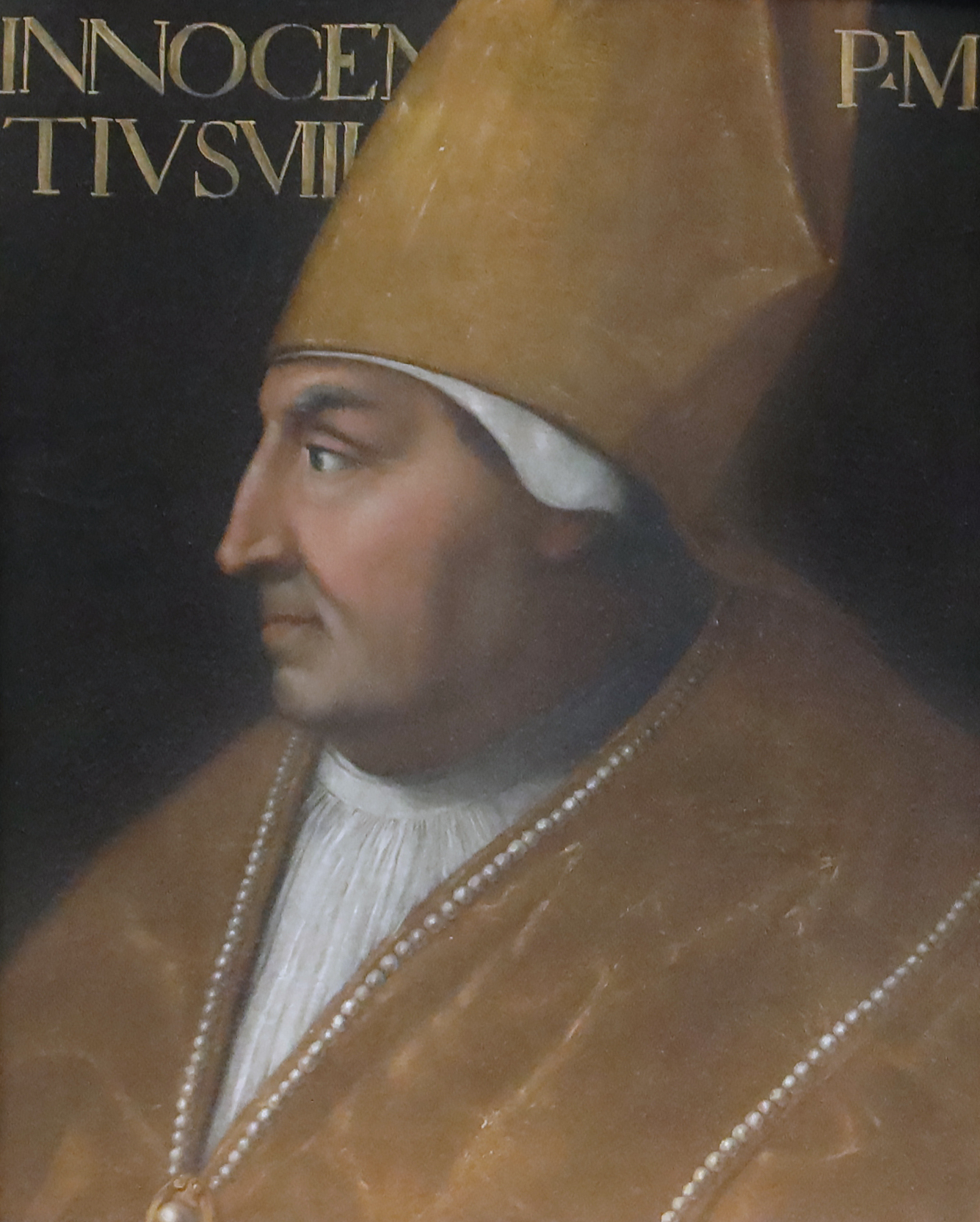
Inocencio VIII.

### Retirado a Venecia

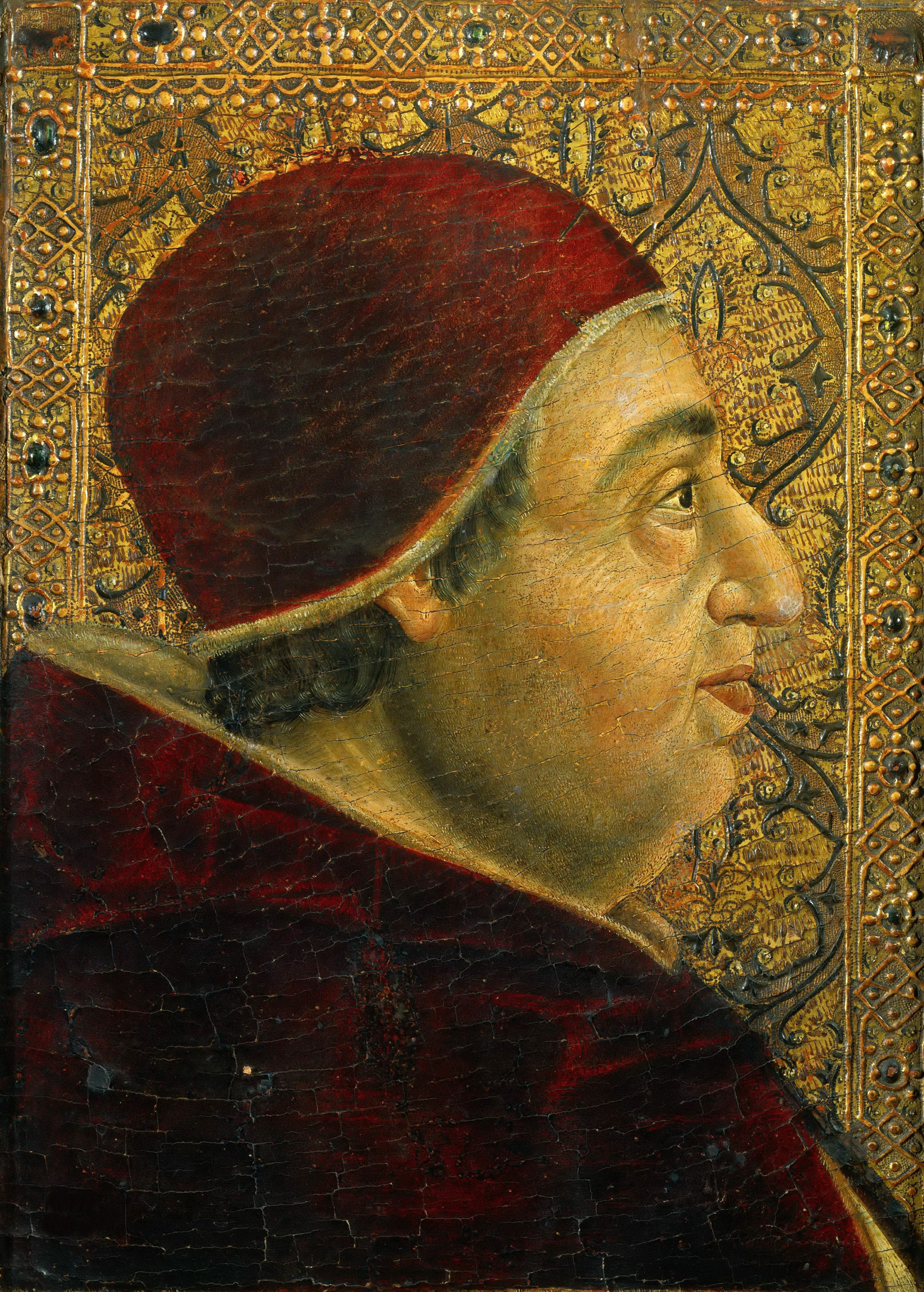
Alejandro VI.

Durante el pontificado de Inocencio VIII tuvo una participación mínima en la vida pública romana, descontento con el gobierno pontificio, y durante el de Alejandro VI se alejó de Roma para establecerse entre Padua y Vicenza, a pesar de los requerimientos del papa para que regresara a la Curia.  
Fue cardenal elector en los cónclaves de 1471, 1484 y 1492, en el que fue papable.
 

Enfermo e impedido del movimiento durante sus últimos años, murió en Padua en 1501 dejando en su testamento 100.000 ducados a la República de Venecia para la guerra contra los turcos y varios miles más para iglesias y monasterios.  Trasladado a Venecia, fue sepultado cuarenta días después en la capilla Zeno, construida ex profeso en el nártex de la Basílica de San Marcos.

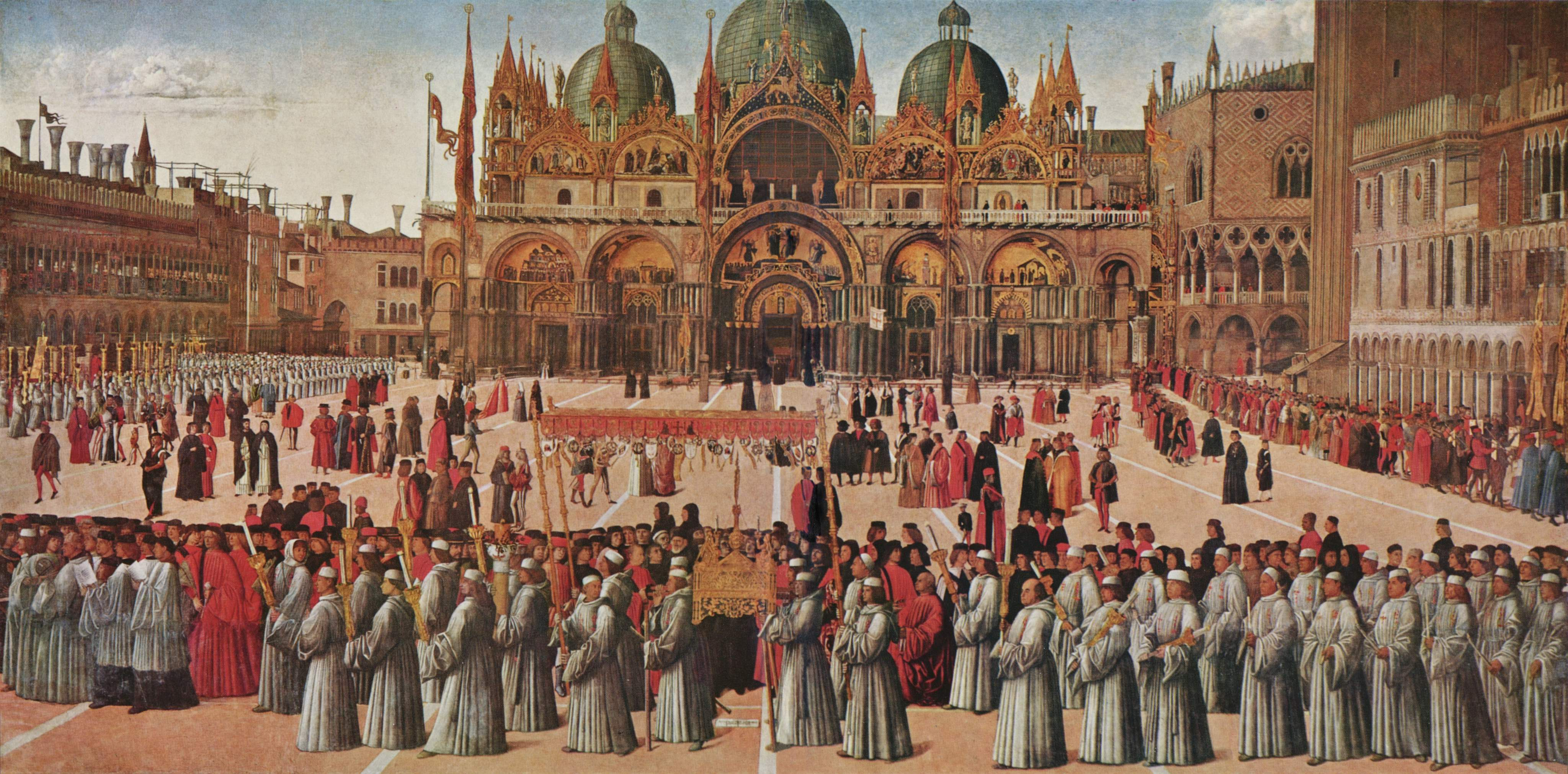
Procesión frente a San Marcos.